# Jacques-Reine Paris
Jacques-Reine Paris o Pâris (Dijon, 27 d'agost de 1795 - París, 8 de novembre de 1875) fou un compositor francès.
Als sis anys entrà com a nen de cor en una església de la seva ciutat natal i allà i va romandre fins als quinze anys, traslladant-se després a París, on entrà com a professor de l'escola de solfeig que havia fundat Alexandre-Étienne Choron, ensems que seguia els cursos del Conservatori.
Després succeí en Jacques Françoise Halevy en morir aquest, com a professor de solfeig d'aquell centre, i el 1827 fou nomenat mestre de capella de la catedral de Dijon.
Inventà un petit instrument de teclat anomenat, harmoniphon, destinat a substituir l'oboè en les orquestres en les que no ni hagués.
Entre les seves composicions i figuren dues òperes, una d'elles, Une quarantaine au Brésil, estrenada a Dijon el 1847, i nombroses misses i motets, deguen-se-li, a més, les obres didàctiques Théorie musicale (París, 1826), i Méthode Jacotot appliquée au étude du piano (Dijon, 1830).